# NGC 5068
NGC 5068 is een balkspiraalstelsel in het sterrenbeeld Maagd. Het hemelobject werd op 10 maart 1785 ontdekt door de Duits-Britse astronoom William Herschel.

## Synoniemen
- ESO 576-G 29
- MCG -3-34-46
- UGCA 345
- PGC 46400